# The Playlist (serie de TV )
The Playlist  o La Lista de Reproducción en español, es una miniserie (docu-drama) inspirada en el libro Spotify Untold escrito por Sven Carlsson y Jonas Leijonhufvud y creada para Netflix. Dirigida por Per-Olav Sørensen, la serie cuenta una historia "ficticia" del nacimiento de la compañía sueca de música en streaming Spotify, así como sus primeros retos.
La Lista de Reproducción se estrenó en Netflix el 13 de octubre de 2022.

## Premisa
Un aspirante a emprendedor, Daniel Ek, encontró una oportunidad de negocio  entre la batalla de los "pesos pesados" de la industria musical y la piratería. Ek vio una solución, nunca antes vista en la turbulenta industria musical. Decidió construir un servicio de transmisión de música gratuito y legal junto con su socio, Martin Lorentzon. Lo que no esperaba, es que ese servicio "revolucionaría" la industria mundial de la música y enfrentaría desafíos imprevistos.

## Reparto y personajes

### Protagonista
- Edvin Endre como Daniel Ek
- Gizem Erdogan como Petra Hansson
- Christian Hillborg como Martín Lorentzon
- Ulf Stenberg como Per Sundin

### Coprotagonistas recurrentes
- Severija Janusauskaite como Maxine
- Joel Lützow como Andreas Ehn
- Ella Rapich como Sophia Bendz
- Jonatan Bökman como Gunnar Kreitz
- Lucas Serby como Mattias Arrelid
- Janice Kavander como Bobbie
- Erik Norén como Niklas Ivarsson
- Rufus Glaser como Ludvig Strigeus
- Sofía Karemyr como Steffi
- Valter Skarsgård como Peter Sunde
- Fredrik Wagner como Mats Lundhom
- Sam Hazeldine como Ken Parks
- Patrick Baladi como Jim Anderson
- Hanna Ardéhn como Lisa
- Agnes Kittelsen como Ann
- Malin Barr como Aven
- Felice Jankell como Sofía
- Amy Deasismont como Nadia
- Selma Modéer Wiking como bailarina
- Sandra Redlaff como Esther
- Christoffer Willén como Carl
- Samuel Fröler como Pontén
- Tim Ahern como el senador Grayson West
- John Carew como Antón
- Lisette Pagler como Karin
- Rubén Sallmander como Tom Holgersson
- Pontus Olgrim como Barägaren
- emma suki
- Christian Arnold como Otto
- Dan Lilja como Mattias Mischke
- Magnus Af Sandeberg como reportero
- Dionne Audain como la senadora Madison Landy
- Johan Eriksson como Polis
- Tekle Baroti como recepcionista
- Christian Zea como oficial de seguridad
- Renaida Braun como Ronda
- Nathalie Czarnecki como recepcionista de Tradedoubler
- Benjamin Löfquist como Fredrik Neij

## Episodios
| N.º | Título           | Dirigido por                        | Escrito por                    | Fecha de emisión original |
| --- | ---------------- | ----------------------------------- | ------------------------------ | ------------------------- |
| 1   | «La Visión»      | Per Olav Sørensen                   | Christian Spurrier             | 13 de octubre de 2022     |
| 2   | «La Industria»   | Per Olav Sørensen and Hallgrim Haug | Christian Spurrier             | 13 de octubre de 2022     |
| 3   | «La Ley»         | Per Olav Sørensen                   | Sofie Forsman and Tove Forsman | 13 de octubre de 2022     |
| 4   | «El Programador» | Per Olav Sørensen                   | Christian Spurrier             | 13 de octubre de 2022     |
| 5   | «El Socio»       | Per Olav Sørensen and Hallgrim Haug | Sofie Forsman and Tove Forsman | 13 de octubre de 2022     |
| 6   | «El Artista»     | Per Olav Sørensen                   | Christian Spurrier             | 13 de octubre de 2022     |

## Producción

### Desarrollo
El 11 de diciembre de 2019, Netflix anunció una serie limitada aún por nombrar sobre la fundación de la compañía de transmisión de música, Spotify. La serie se inspiró en un libro de no ficción, Spotify Untold, escrito por Sven Carlsson y Jonas Leijonhufvud, reporteros de negocios de la sueca Dagens Industri. Berna Levin de Yellow Bird UK como productora ejecutiva de la serie y Per-Olav Sørensen dirigirá la serie. El 14 de junio de 2021, se  anunció que la serie constará de seis episodios de 45 minutos.  que Eiffel Mattsson y Luke Franklin producirían junto con Levin; Christian Spurrier fue contratado como guionista de la serie. El 13 de septiembre de 2022, Sofie Forsman y Tove Forsman son presentados como coguionistas de la serie.

### Casting
El casting para los protagonistas de la serie se reveló el 14 de junio de 2021. Edvin Endre y Christian Hillborg fueron elegidos como los cofundadores de Spotify. 
Ulf Stenberg, Gizem Erdogan y Joel Lützow también asumieron papeles principales.

### Rodaje
Según los informes, la filmación comenzó desde 2021. Se reveló que parte de la fotografía principal tuvo lugar en Estocolmo, Suecia, en junio de 2021. El proceso de postproducción ocurrió en noviembre de 2021. En agosto de 2022 la producción ya había terminado la filmación.

## Realización
La Lista de Reproducción se estrenó a nivel mundial en Netflix el 13 de octubre de 2022 y consta de seis episodios.

### Marketing
El primer avance de la serie limitada se lanzó en YouTube el 13 de septiembre de 2022. El segundo tráiler se lanzó el 27 de septiembre de 2022.